# تنگ کلوره
تنگ کلوره، روستایی در دهستان ارمند بخش ارمند شهرستان خانمیرزا در استان چهارمحال و بختیاری ایران است.

## جمعیت
بر پایه سرشماری عمومی نفوس و مسکن در سال ۱۳۹۵، جمعیت این روستا برابر با ۹۷۵ نفر (۲۵۴ خانوار) بوده‌است.<ref>{{یادکرد وب|عنوان=درگاه ملی آمار > سرشماری عمومی نفوس و مسکن > نتایج سرشماری > جمعیت به تفکیک تقسیمات کشوری سال 1395|نشانی=https://www.amar.org.ir/سرشماری-عمومی-نفوس-و-مسکن/نتایج-سرشماری/جمعیت-به-تفکیک-تقسیمات-